# Pascal Wehrlein
Pascal Wehrlein, né le 18 octobre 1994 à Sigmaringen, est un pilote automobile germano-mauricien, courant sous licence allemande. Il est champion du monde de Formule E avec Porsche en 2024, le premier allemand de la discipline.
Protégé de Mercedes entre 2014 et 2018, et vainqueur du championnat DTM en 2015, il devient en 2016 pilote de Formule 1 au sein de l'écurie anglaise Manor Racing. L'année suivante, il est recruté par Sauber.

## Biographie

### 2003-2011: débuts en sport automobile
Né d'un père allemand et d'une mère mauricienne, Pascal Wehrlein débute en karting en 2003. En 2009, il se classe quatrième des ADAC Kart Masters en catégorie FK2. Il commence l'année suivante en monoplace en ADAC Formel Masters et finit sixième du championnat avec une victoire sur le Sachsenring. En 2011, toujours dans la même discipline, il connaît une remarquable première partie de saison, où il s'impose sept fois en neuf courses. Malgré trois disqualifications en deuxième moitié de saison, il remporte le championnat devant Emil Bernstorff.

### 2012-2013: la Formule 3
En 2012, Pascal Wehrlein rejoint Mücke Motorsport et s'engage en Formule 3 Euro Series. Il obtient de nombreux podiums mais ne gagne qu'une seule course, au Nürburgring. Il termine vice-champion derrière Daniel Juncadella. Cette discipline s'inscrit dans le cadre du championnat d'Europe de Formule 3, qu'il finit à la quatrième place. Entretemps, il prend part aux Masters de Formule 3 sur le circuit de Zandvoort et se classe cinquième. En fin d'année, on le retrouve au Grand Prix de Macao, toujours avec Mücke Motorsport, et il termine quatrième.
Wehrlein participe à la première manche du championnat d'Europe de Formule 3 2013 à Hockenheim, et finit respectivement troisième, premier et deuxième des trois courses. Il inscrit 49 points et se classe quatorzième du championnat, malgré cette unique participation.

### 2013-2015: passage en DTM et premiers contacts avec la Formule 1

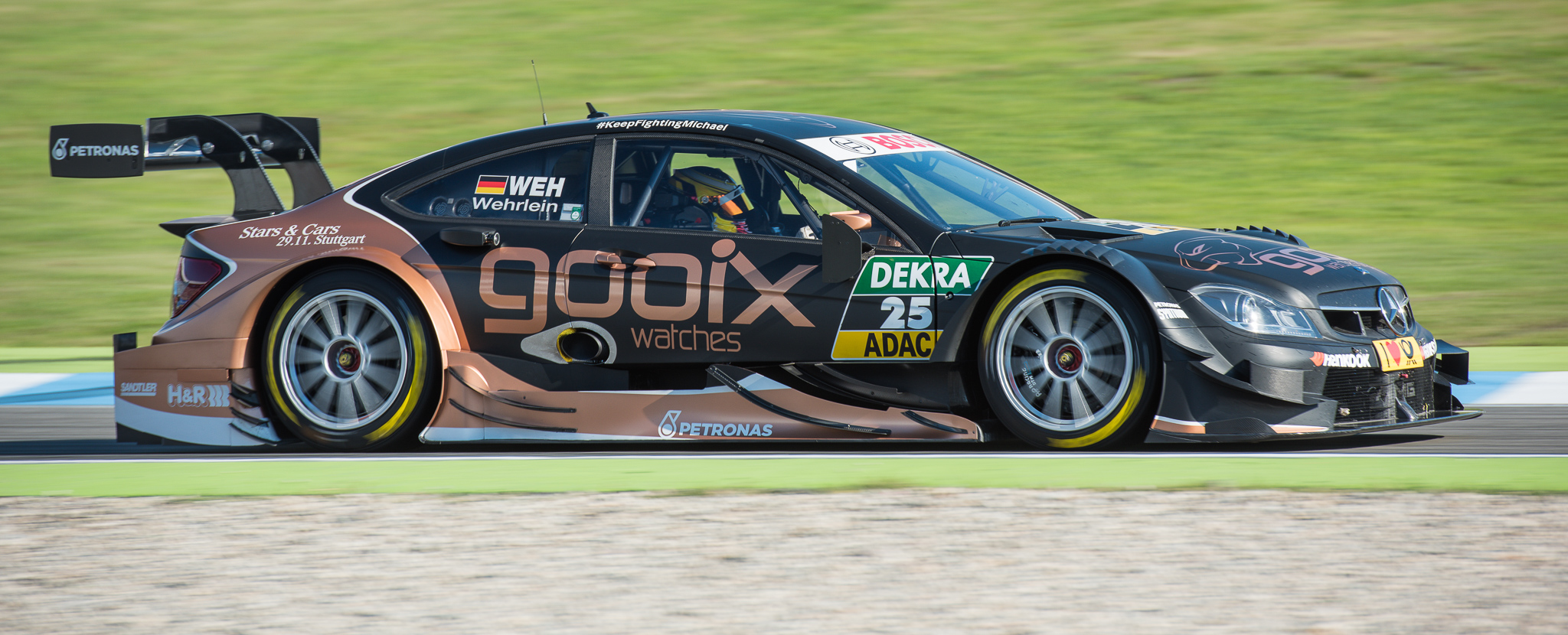
Pascal Wehrlein à Hockenheim en 2014.

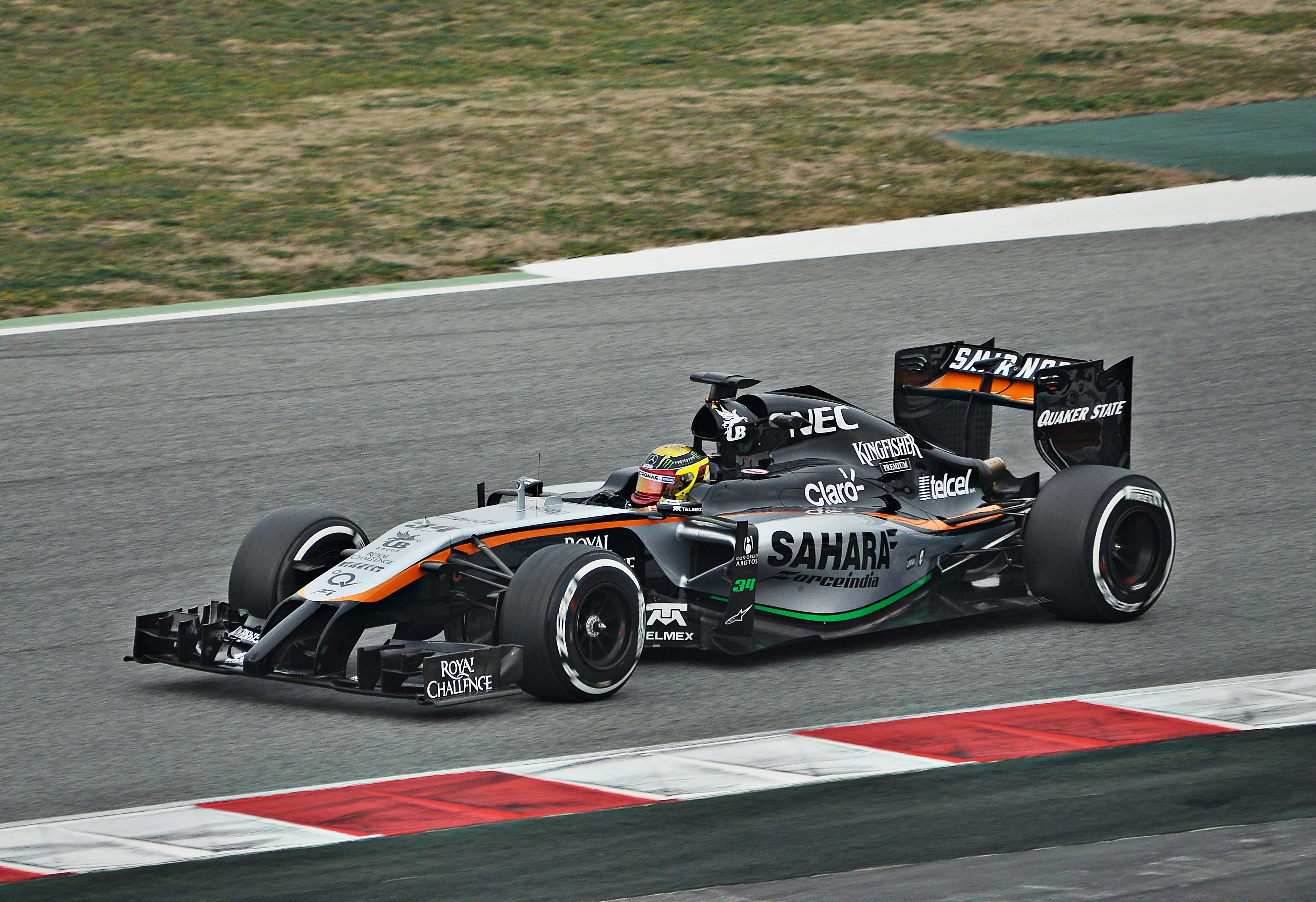
Wehrlein dans la Force India VJM07 lors des essais de pré-saison de Formule 1 en 2015.

En 2013, il s'engage en DTM, le championnat des voitures de tourisme allemand, où il remplace Ralf Schumacher. Il retrouve Mücke Motorsport, qui aligne des Mercedes. Cette saison d'apprentissage est compliquée puisqu'il termine dernier du championnat avec 3 points.
En championnat DTM 2014, Pascal Wehrlein passe chez HWA AG, toujours au volant d'une Mercedes. En septembre, Mercedes Grand Prix le nomme troisième pilote de l'écurie de Formule 1. À 20 ans, il s'impose pour la première fois sur le Lausitzring, après être parti de la pole position. Il termine 8e du championnat.
Au début de l'année 2015, il prend part aux essais hivernaux avec l'écurie Force India sur le circuit de Catalunya. En DTM, il s'impose sur le Norisring et à Moscou. Il remporte le titre et devient, à 21 ans, le plus jeune champion de l'histoire du DTM. Wehrlein participe à la Course des Champions au stade olympique de Londres, avec Jolyon Palmer comme coéquipier. En décembre, il participe aux tests d'après-saison de GP2 Series avec Prema Powerteam.

### 2016: débuts en Formule 1 chez Manor Racing

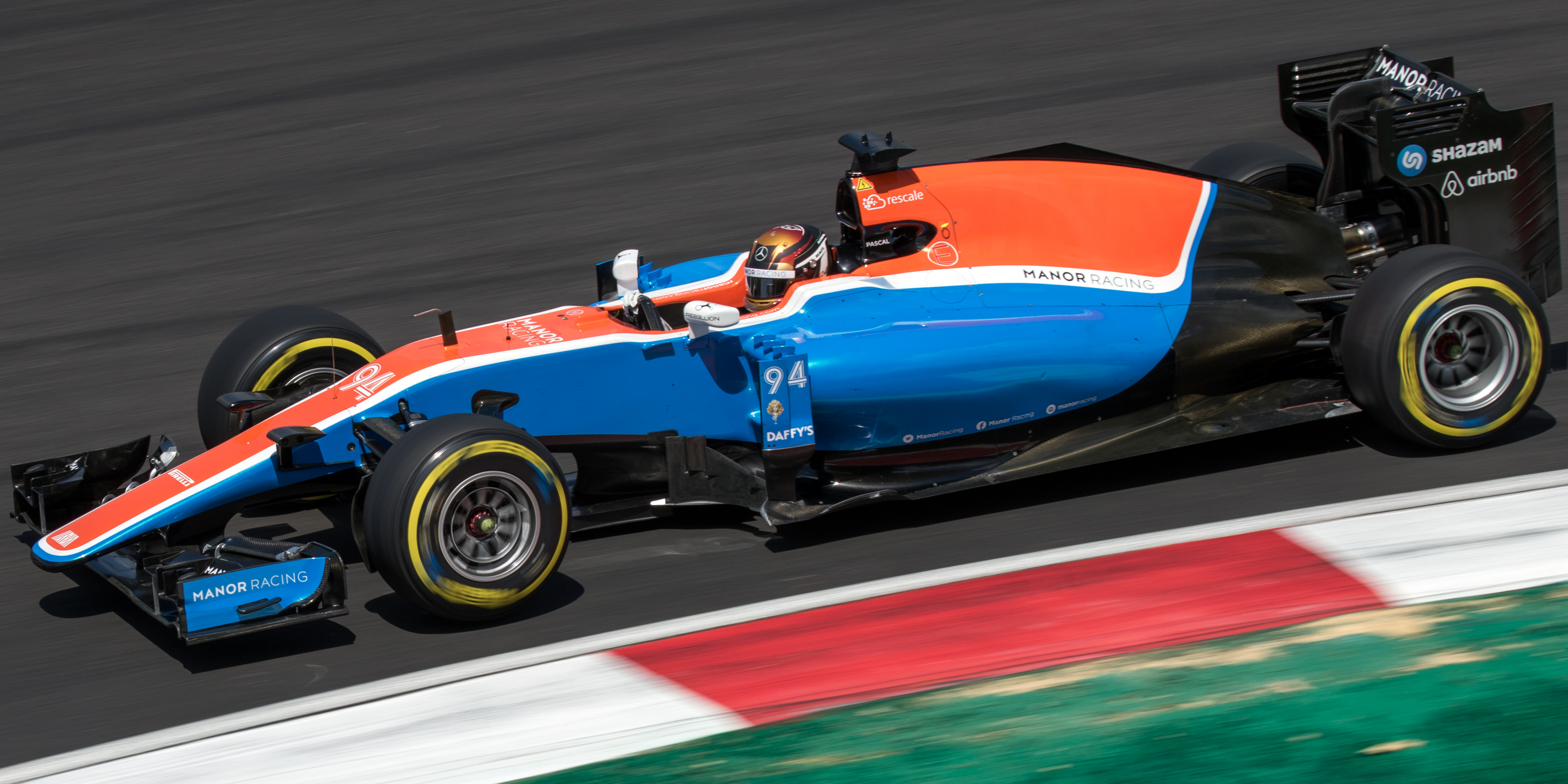
Pascal Wehrlein au volant de la Manor MRT05 à Sepang en 2016.

En 2016, Mercedes devient le nouveau motoriste de Manor Racing et les dirigeants allemands décident de placer Pascal Wehrlein dans l'écurie britannique, afin de lui faire accumuler de l'expérience en vue d'un futur baquet dans une Flèche d'argent. En échange de l'obtention de ce baquet, Mercedes fait une remise sur le prix de la fourniture de ses moteurs. Il choisit le numéro 94, qu'il portait déjà en DTM en référence à son année de naissance.
Lors de la première course à Melbourne, Wehrlein se qualifie en vingt-deuxième position mais s'élance vingt-et-unième à la suite de la pénalité infligée à son équipier Rio Haryanto. Un bon départ lui permet de terminer seizième le lendemain. Il se distingue pour son deuxième Grand Prix à Bahreïn où il échoue à 247 millièmes de Daniil Kvyat et de la Q2, prenant la seizième place sur la grille de départ et la treizième position au terme de la course. Après plusieurs courses plus ternes où il est parfois devancé par Haryanto en qualifications, il accède pour la première fois à la Q2 en Autriche, en se classant douzième. En course, il profite de l'accident de Sergio Pérez dans le dernier tour pour passer dixième et inscrire son premier point en F1, ainsi que celui de son écurie. Piégé par la pluie, il abandonne à Silverstone, puis accueille à la fin de l'été un nouvel équipier également protégé par Mercedes, Esteban Ocon. Celui-ci se montre plus véloce qu'Haryanto et va lui poser plus de problèmes en course. Pascal Wehrlein retrouve Mercedes en juillet à Silverstone et en septembre sur le circuit Paul-Ricard pour participer aux tests des futurs pneus Pirelli.
Au Mexique, il est victime d'un accrochage avec Marcus Ericsson et abandonne dès le premier tour. Sous la pluie du Brésil, il est de nouveau en difficulté et chute au classement alors que les points étaient à sa portée. Il termine quinzième et Ocon manque les points de peu, terminant douzième. Felipe Nasr termine lui neuvième et marque 2 points, ce qui permet à son écurie Sauber de passer devant Manor au championnat des constructeurs, à la dixième place. Seules les dix premières écuries du championnat ont le droit de bénéficier des revenus de la FOM, ce qui empêcherait Manor de toucher l'argent. Lors du dernier Grand Prix à Yas Marina, Wehrlein finit quatorzième après une légère friction avec Ocon, qui termine treizième. Grâce à son point inscrit en Autriche, il se classe dix-neuvième du championnat, et est élu meilleur débutant en fin d'année. Il est un temps favori pour aller chez Mercedes à la suite de la retraite surprise du champion sortant Nico Rosberg, mais semble en fin d'année 2016 plus proche d'un contrat avec Sauber pour 2017.

### 2017: une seule saison chez Sauber

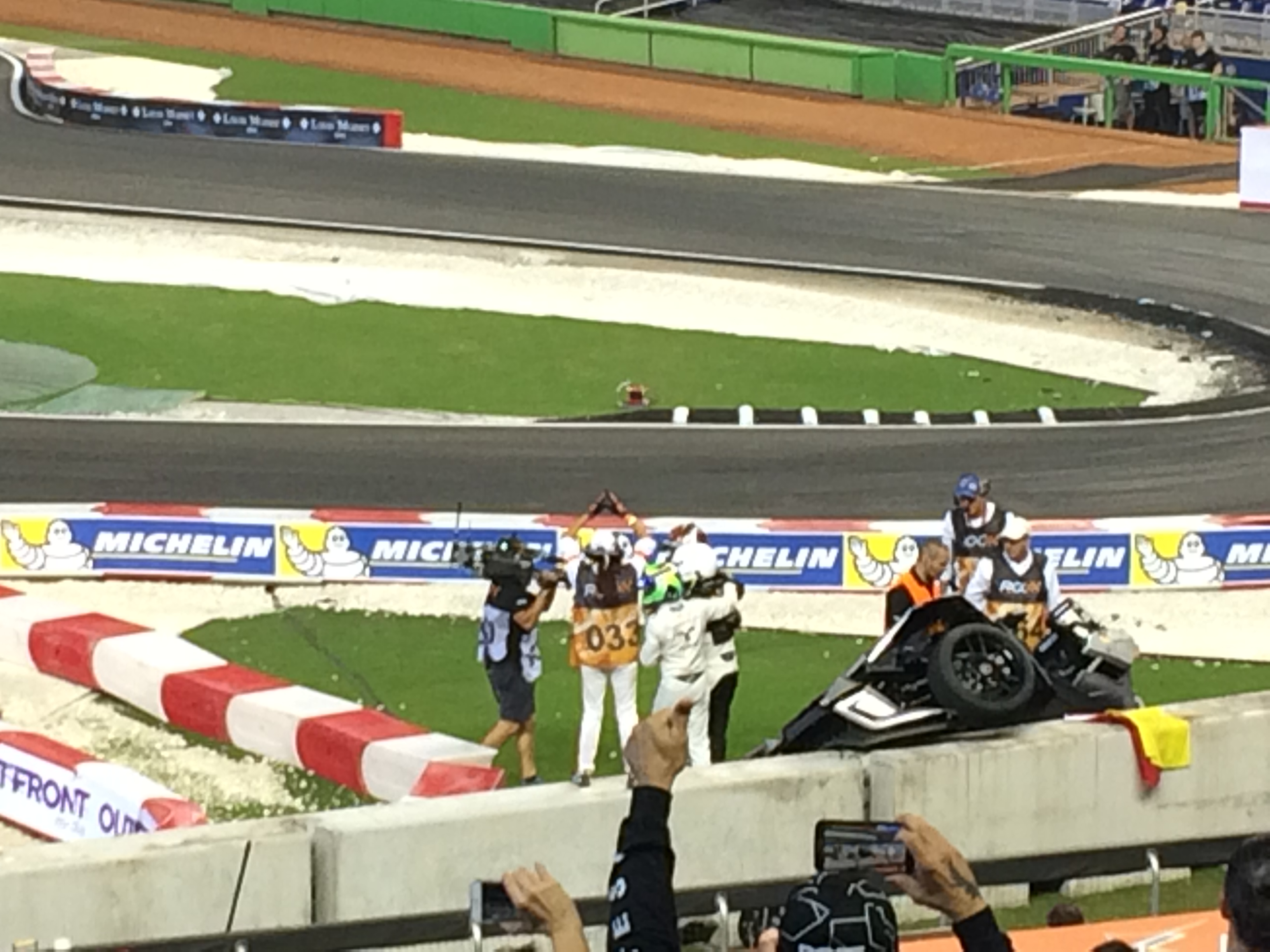
L'accident de Pascal Wehrlein au Marlins Park de Miami.

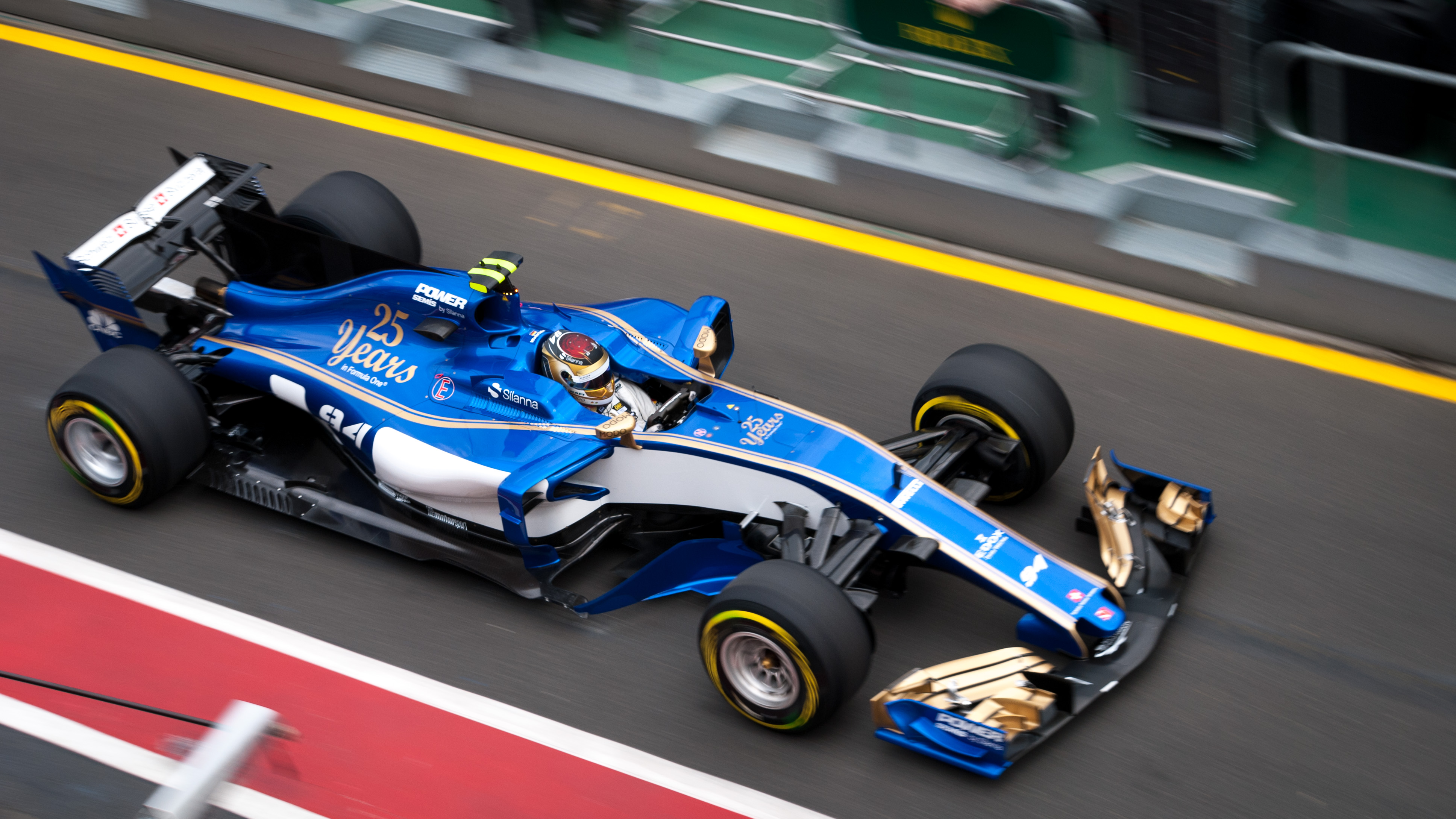
Pascal Wehrlein au volant de la Sauber C36 au Grand Prix de Grande Bretagne.

Le 16 janvier 2017, l'écurie Sauber annonce qu'elle a engagé Pacal Wehrlein pour disputer la saison 2017 aux côtés de Marcus Ericsson. « Je suis absolument ravi de rejoindre Sauber pour la saison à venir. C'est un nouveau challenge dans une nouvelle équipe, et je suis très excité, ne pouvant plus attendre de vivre cette nouvelle aventure. Notre objectif sera de nous établir au milieu du plateau et de marquer des points de façon régulière », déclare-t-il.
Pour la troisième année consécutive, il participe, fin janvier, à la Race of Champions au Marlins Park de Miami et représente l'Allemagne aux côtés de Sebastian Vettel. Lors de la manche qui l'oppose à Felipe Massa, il perd le contrôle de son Polaris Slingshot, touche et décolle sur le véhicule de Massa (la piste de la Race of Champions se croisant "naturellement" cette année-là, et non pas à l'aide d'un pont comme à l'accoutumée), part en tonneaux tout en escaladant une barrière, et finit sur le côté dans une autre barrière. Bien qu'en apparence il sort indemne de l'accident (ainsi que son passager), il doit déclarer forfait pour la Coupe des Nations le lendemain; mais il est en réalité blessé au dos, ce qui va provoquer une convalescence de plusieurs mois, affectant son engagement en Formule 1.
Ainsi, il doit donc déclarer forfait pour la première session des essais hivernaux de Barcelone. Il est remplacé par Antonio Giovinazzi, le troisième pilote de la Scuderia Ferrari. Il reprend le volant lors de la deuxième semaine de tests et participe aux deux premières séances d'essais libres de Melbourne, avant de déclarer forfait, handicapé par sa blessure. Antonio Giovinazzi le remplace donc pour les séances restantes ainsi que pour la course, qu'il termine en douzième position. Il déclare à nouveau forfait deux semaines plus tard, en Chine, et est à nouveau remplacé par Antonio Giovinazzi. Il peut disputer son premier Grand Prix au volant de la Sauber C36 à Sakhir, qu'il termine onzième. Lors du Grand Prix d'Espagne qui marque le début de la saison européenne, Wehrlein finit huitième et inscrit ses premiers points pour l'écurie ; en Azerbaïdjan, il marque le point de la dixième place. Sa deuxième moitié de saison est plus délicate et son matériel ne lui permet plus de viser les points. Il est même régulièrement battu par Marcus Ericsson, mais termine tout de même 18e du championnat grâce à ses cinq unités, alors que le compteur du Suédois reste vierge. Le 2 décembre 2017, Sauber annonce que Pascal Wehrlein ne sera pas reconduit pour la saison 2018 et qu'il sera remplacé par Charles Leclerc.

### 2018: retour en DTM et séparation avec Mercedes
Sans volant disponible en Formule 1 pour 2018, Pascal Wehrlein est finalement nommé pilote d'essais chez Mercedes. Toujours protégé par le constructeur allemand, il effectue son retour en DTM, trois ans après son sacre. Il monte sur son premier et unique podium depuis son retour sur l'EuroSpeedway Lausitz, et se classe 8e du championnat avec 108 points. En septembre 2018, après six ans de collaboration, Mercedes annonce arrêter de soutenir la carrière de Wehrlein.

### 2018-2020: nouveau départ en Formule E et pilote de développement chez Ferrari en Formule 1

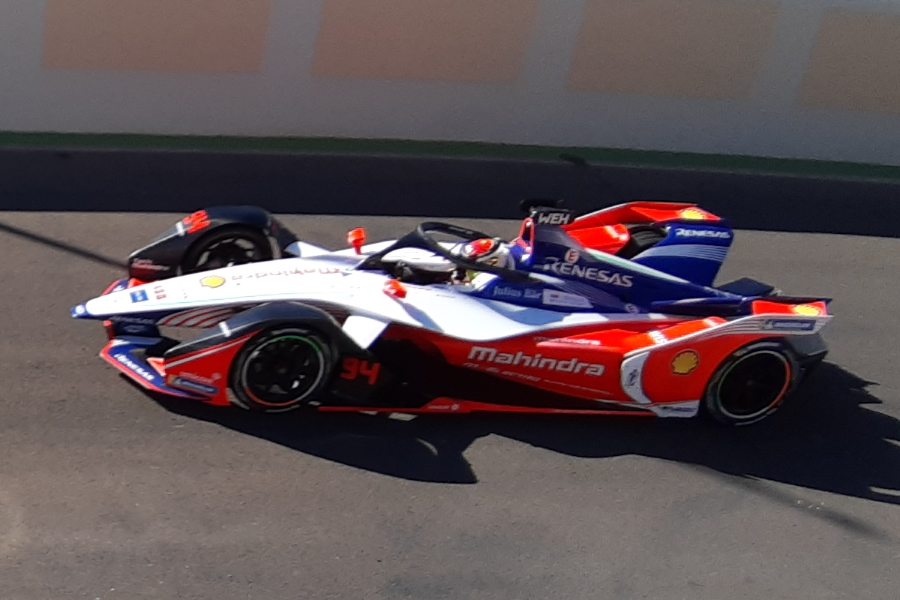
Pascal Wehrlein, a bord de la Mahindra, lors du ePrix de Marrakech 2019.

En octobre 2018, alors qu'il est en lice pour revenir en Formule 1 chez Toro Rosso, Pascal Wehrlein rejoint finalement la Formule E et signe chez Mahindra Racing. Il fait équipe avec Jérôme d'Ambrosio pour la saison 2018-2019. En plus de son arrivée en Formule E, il devient pilote de développement pour la Scuderia Ferrari en Formule 1, pour la saison 2019.
Pour la manche d'ouverture à Riyad, il est absent et est remplacé par Felix Rosenqvist. Il dispute son premier ePrix à Marrakech mais ne voit pas le drapeau à damiers. À Mexico, Pascal Wehrlein obtient sa première pole position en Formule E mais en manque de puissance, perd la victoire sur la ligne d'arrivée face à Lucas di Grassi. Lors du ePrix de Paris, il voit sa deuxième pole position de l'année annulée. Il s'élance du fond de la grille mais marque tout de même le point de la dixième place. Tout au long de la saison, Pascal Wehrlein inscrit régulièrement des points et se classe 12e du championnat.
Le 4 octobre 2019, il prolonge chez Mahindra Racing pour la saison 2019-2020 de Formule E, toujours aux côtés de son coéquipier Jérôme d'Ambrosio. Le directeur de la Scuderia Ferrari, Mattia Binotto, annonce que le pilote germano-mauricien restera avec l'écurie italienne, pour la saison 2020 de Formule 1, toujours au poste de pilote de développement.
Pascal Wehrlein termine hors des points des deux premières courses de la saison 2019-2020 et doit attendre Santiago pour ouvrir son compteur, avant de finir de nouveau dans le top 10 à Mexico. En juin, alors que le championnat est suspendu à cause de la pandémie de Covid-19, il annonce quitter l'écurie indienne avec effet immédiat. Le 14 août 2020, il signe chez Porsche pour la saison 2020-2021.

### 2021: troisième saison en Formule E avec Porsche mais sans victoire
Pour les deux premières courses de la saison 2020-2021 de Formule E à Dariya, en Arabie saoudite, Pascal Wehrlein termine respectivement en cinquième et seizième position. À Rome en Italie, il termine 7e de la Course 1 et monte sur le podium en Course 2 avec une 3e place. Sa saison est régulière et Pascal Wehrlein s'annonce vite leader de l'équipe Porsche, son coéquipier André Lotterer étant en difficulté cette saison. Il manque sa première victoire encore une fois au Mexique lors de la Course 1 à Puebla passant la ligne d'arrivée en 1re position mais sera disqualifié pour une irrégularité technique sur sa monoplace à la suite d'un mauvais choix de pneu de son équipe. Il termine 11e du Championnat avec 79 points.

### 2022: quatrième saison en Formule E, deuxième avec Porsche et première victoire
Il reste chez Porsche aux côtés d'André Lotterer pour la saison 2021-2022 en Formule E. Il connaît un week-end difficile à Dariya pour les deux premières courses de la saison, mais la Porsche se montre performante et l'équipe fait un doublé à Mexico pour la troisième course de la saison. Pascal Wehrlein remporte sa première victoire en Formule E devant son coéquipier André Lotterer signant la première victoire de Porsche en Formule E, le premier doublé de Porsche et le troisième doublé dans l'histoire de la Formule E. Après trois courses, il est troisième du Championnat du monde avec 30 points.

### 2023: cinquième saison en Formule E, troisième chez Porsche et deuxième victoire

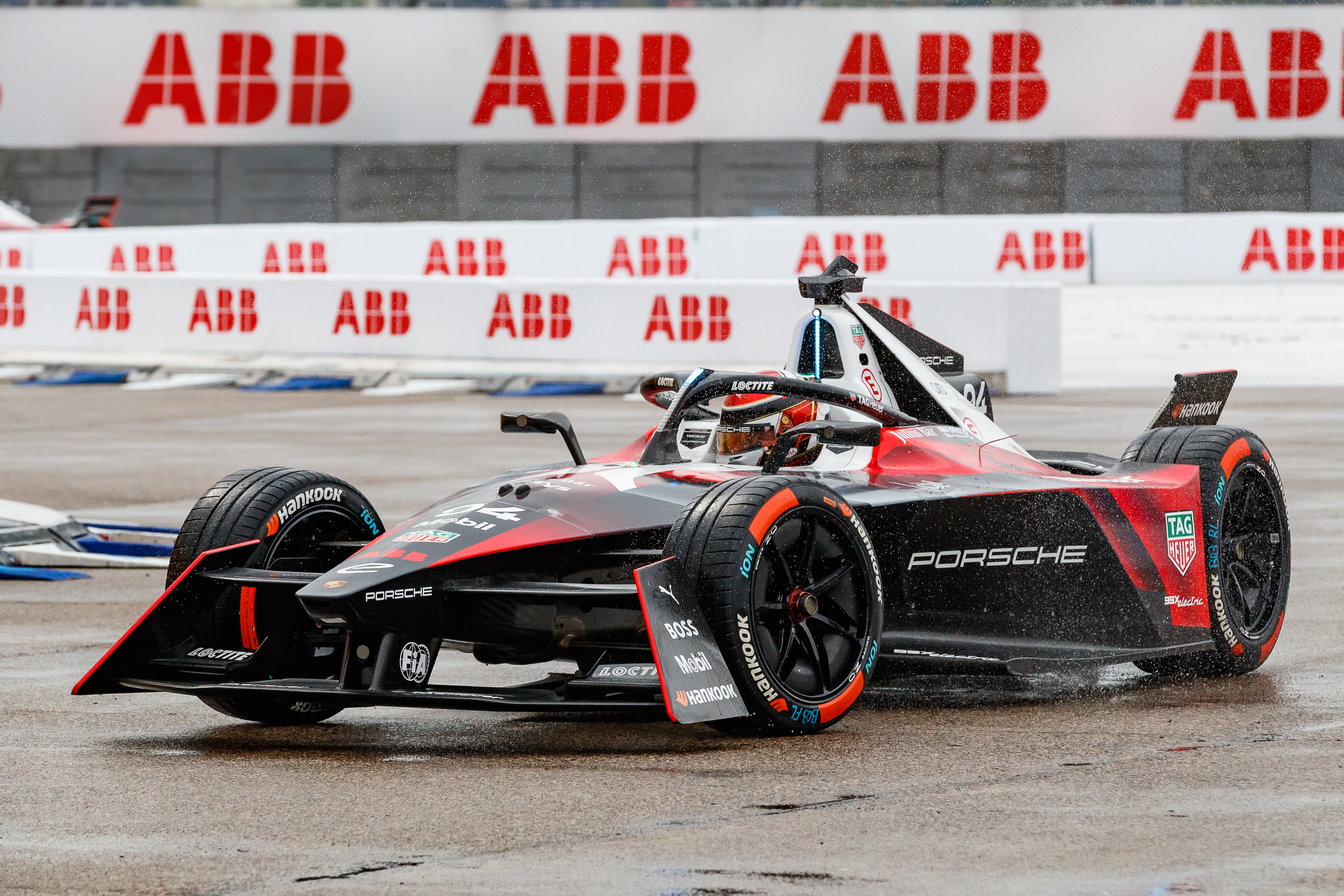
Pascal Wehrlein, a bord de la Porsche, lors du ePrix de Berlin 2023.

Il reste chez Porsche aux côtés d'Antonio Félix da Costa, André Lotterer étant en partance chez Andretti pour la saison 2022-2023. Il s'agit de la première saison de l'ère Gen3. Il commence la saison deuxième sur la grille de départ à Mexico et termine deuxième de la course derrière le vainqueur Jake Dennis (Andretti). En Arabie saoudite, à l'ePrix de Dariya, pour la deuxième manche de la saison, il se qualifie sixième sur la grille de départ et assure sa course pour remonter et prendre la victoire à Jake Dennis dans les derniers tours. Il remporte ainsi sa deuxième victoire en Formule E, la deuxième de Porsche.

## Carrière

### Résultats en monoplace
| Saison | Championnat                       | Écurie                       | Courses | Victoires | Pole positions | Meilleurs tours | Podiums | Points | Classement |
| ------ | --------------------------------- | ---------------------------- | ------- | --------- | -------------- | --------------- | ------- | ------ | ---------- |
| 2010   | ADAC Formel Masters               | ADAC Berlin-Brandenburg e.V. | 20      | 1         | 1              | 1               | 4       | 147    | 6e         |
| 2011   | ADAC Formel Masters               | ADAC Berlin-Brandenburg e.V. | 24      | 8         | 7              | 4               | 13      | 331    | Champion   |
| 2012   | Formule 3 Euro Series             | Mücke Motorsport             | 24      | 1         | 1              | 1               | 11      | 226    | 2e         |
| 2012   | Championnat d'Europe de Formule 3 | Mücke Motorsport             | 20      | 1         | 1              | 1               | 6       | 179    | 4e         |
| 2013   | Championnat d'Europe de Formule 3 | Mücke Motorsport             | 3       | 1         | 2              | 2               | 3       | 49     | 14e        |

### Résultats en DTM
| Saison | Écurie           | Châssis  | Moteur      | Pneus   | Courses disputées | Victoires | Podiums | Pole positions | Meilleurs tours | Dans les points | Abandons | Points inscrits | Classement |
| ------ | ---------------- | -------- | ----------- | ------- | ----------------- | --------- | ------- | -------------- | --------------- | --------------- | -------- | --------------- | ---------- |
| 2013   | Mücke Motorsport | Mercedes | Mercedes V8 | Hankook | 10                | 0         | 0       | 0              | 0               | 1               | 1        | 3               | 22e        |
| 2014   | Mercedes AMG     | Mercedes | Mercedes V8 | Hankook | 10                | 1         | 1       | 1              | 0               | 5               | 3        | 46              | 8e         |
| 2015   | Mercedes-AMG     | Mercedes | Mercedes V8 | Hankook | 18                | 2         | 5       | 0              | 1               | 15              | 1        | 169             | Champion   |
| 2018   | Mercedes- AMG    | Mercedes | Mercedes V8 | Hankook | 20                | 0         | 1       | 0              | 0               | 13              | 0        | 108             | 8e         |

| 2013 | Mücke Motorsport                  | DTM AMG Mercedes C-Coupé | Mercedes V8 | H | HOC 11 | BRH 10   | RBR 10 | LAU 17    | NOR 20† | MOS 11     | NÜR 10 | OSC 11 | ZAN 12    | HOC 17  |       |           |       |        |       |       |        |        |        |          | 22e      | 3   |
| 2014 | Gooix Mercedes AMG                | DTM AMG Mercedes C-Coupé | Mercedes V8 | H | HOC 11 | OSC Abd. | HUN 14 | NOR 5     | MOS 8   | RBR Abd.   | NÜR 10 | LAU 1  | ZAN 7     | HOC 20† |       |           |       |        |       |       |        |        |        |          | 8e       | 46  |
| 2015 | gooix/Original-Teile Mercedes-AMG | Mercedes-AMG C63 DTM     | Mercedes V8 | H | HOC 2  | HOC 8    | LAU 5  | LAU 13    | NOR 1   | NOR 5      | ZAN 10 | ZAN 6  | RBR 2     | RBR 21  | MOS 1 | MOS 10    | OSC 5 | OSC 5  | NÜR 3 | NÜR 5 | HOC 8  | HOC 20 |        |          | Champion | 169 |
| 2018 | Mercedes-AMG Motorsport Petronas  | Mercedes-AMG C63 DTM     | Mercedes V8 | H | HOC 5  | HOC 6    | LAU 8  | LAU 3 (2) | HUN 13  | HUN 12 (2) | NOR 13 | NOR 9  | ZAN 4 (2) | ZAN 6   | BRH 7 | BRH 4 (3) | MIS 6 | MIS 12 | NÜR 7 | NÜR 9 | RBR 13 | RBR 6  | HOC 11 | HOC Dsq. | 8e       | 108 |
| Légende |                                   |                          |             |   |        |          |        |           |         |            |        |        |           |         |       |           |       |        |       |       |        |        |        |          |          |     |
| - † : Abandon, mais classé (75 % de la distance de la course complétée) - (2) : 2 points en se qualifiant 2e - (3) : 1 point en se qualifiant 3e |                                   |                          |             |   |        |          |        |           |         |            |        |        |           |         |       |           |       |        |       |       |        |        |        |          |          |     |

### Résultats en championnat du monde de Formule 1
| Saison | Écurie           | Châssis     | Moteur                    | Pneus   | GP disputés | Victoires | Pole positions | Meilleurs tours | Podiums | Dans les points | Abandons | Points inscrits | Classement |
| ------ | ---------------- | ----------- | ------------------------- | ------- | ----------- | --------- | -------------- | --------------- | ------- | --------------- | -------- | --------------- | ---------- |
| 2016   | Manor Racing MRT | Manor MRT05 | Mercedes V6 turbo hybride | Pirelli | 21          | 0         | 0              | 0               | 0       | 1               | 5        | 1               | 19e        |
| 2017   | Sauber F1 Team   | Sauber C36  | Ferrari V6 turbo hybride  | Pirelli | 18          | 0         | 0              | 0               | 0       | 2               | 3        | 5               | 18e        |
|        | Total            |             |                           |         | 39          | 0         | 0              | 0               | 0       | 3               | 8        | 6               |            |

| Saison | Écurie           | Châssis     | Moteur                            | Pneus | 1        | 2      | 3      | 4      | 5      | 6        | 7      | 8        | 9      | 10       | 11     | 12       | 13       | 14       | 15     | 16     | 17       | 18     | 19       | 20     | 21     | Classement | Points inscrits |
| ------ | ---------------- | ----------- | --------------------------------- | ----- | -------- | ------ | ------ | ------ | ------ | -------- | ------ | -------- | ------ | -------- | ------ | -------- | -------- | -------- | ------ | ------ | -------- | ------ | -------- | ------ | ------ | ---------- | --------------- |
| 2016   | Manor Racing MRT | Manor MRT05 | Mercedes V6 turbo hybride PU106C  | P     | AUS 16   | BHR 13 | CHI 18 | RUS 18 | ESP 16 | MON 14   | CAN 17 | EUR Abd. | AUT 10 | GBR Abd. | HON 19 | ALL 17   | BEL Abd. | ITA Abd. | SIN 16 | MAL 15 | JPN 22   | USA 17 | MEX Abd. | BRE 15 | ABU 14 | 19e        | 1               |
| 2017   | Sauber F1 Team   | Sauber C36  | Ferrari V6 turbo hybride Type 061 | P     | AUS Forf | CHN    | BHR 11 | RUS 16 | ESP 8  | MON Abd. | CAN 15 | AZE 10   | AUT 14 | GBR 17   | HON 15 | BEL Abd. | ITA 16   | SIN 12   | MAL 17 | JPN 15 | USA Abd. | MEX 14 | BRE 14   | ABU 14 |        | 18e        | 5               |

Légende : ici 

### Résultats en championnat de Formule E
| Saison    | Écurie                           | Courses disputées | Pole positions | Victoires | Podiums | Points inscrits | Classement |
| --------- | -------------------------------- | ----------------- | -------------- | --------- | ------- | --------------- | ---------- |
| 2018-2019 | Mahindra Racing                  | 12                | 1              | 0         | 1       | 58              | 12e        |
| 2019-2020 | Mahindra Racing                  | 5                 | 0              | 0         | 0       | 14              | 18e        |
| 2020-2021 | TAG Heuer Porsche Formula E Team | 15                | 1              | 0         | 1       | 79              | 11e        |
| 2021-2022 | TAG Heuer Porsche Formula E Team | 16                | 1              | 1         | 1       | 71              | 10e        |
| 2022-2023 | TAG Heuer Porsche Formula E Team | 16                | 0              | 1         | 2       | 43              | 2e         |
| 2023-2024 | TAG Heuer Porsche Formula E Team | 16                | 3              | 3         | 5       | 198             | Champion   |
| 2024-2025 | TAG Heuer Porsche Formula E Team | 1                 | 1              | 0         | 0       | 3               | 9e         |
| Total     | Total                            | 81                | 7              | 5         | 10      | 466             |            |

| Saison    | Écurie                           | Châssis        | Moteur               | Pneus | 1      | 2        | 3     | 4     | 5        | 6       | 7        | 8       | 9     | 10       | 11       | 12     | 13     | 14     | 15     | 16      | Classement | Points inscrits |
| --------- | -------------------------------- | -------------- | -------------------- | ----- | ------ | -------- | ----- | ----- | -------- | ------- | -------- | ------- | ----- | -------- | -------- | ------ | ------ | ------ | ------ | ------- | ---------- | --------------- |
| 2018-2019 | Mahindra Racing                  | Spark–Mahindra | Mahindra M5-Electro  | M     | ADR    | MAR Abn. | SAN 2 | MEX 6 | HKG Abn. | SAN 7   | RME 10   | PAR 10  | MON 4 | BER 10   | BEN Abn. | NYC 7  | NYC 12 |        |        |         | 12e        | 58              |
| 2019-2020 | Mahindra Racing                  | Spark–Mahindra | Mahindra M6-Electro  | M     | ADR 11 | ADR 15   | SAN 4 | MEX 9 | MAR 22   | BER     | BER      | BER     | BER   | BER      | BER      |        |        |        |        |         | 18e        | 14              |
| 2020-2021 | TAG Heuer Porsche Formula E Team | Spark–Porsche  | Porsche 99X Electric | M     | ADR 5  | ADR 10   | RME 7 | RME 3 | VAL Abn. | VAL 18  | MON Abn. | PUE DSQ | PUE 4 | NYC Abn. | NYC 4    | LON 10 | LON 5  | BER 21 | BER 10 |         | 11e        | 79              |
| 2021-2022 | TAG Heuer Porsche Formula E Team | Spark-Porsche  | Porsche 99X Electric | M     | ADR 14 | ADR 9    | MEX 1 | RME 8 | RME 6    | MON abd | BER 6    | BER 12  | JAK 8 | VAC 12   | NYC 6    | NYC 11 | LON 10 | LON 10 | SEO 7  | SEO abd | 10e        | 71              |
| 2022-2023 | TAG Heuer Porsche Formula E Team | Spark- Porsche | Porsche 99X Electric | M     | MEX 2  | ADR 1    | ADR   | HYD   | SAP      | CAP     | BER      | BER     | MON   | JAK      | JAK      | POR    | RME    | RME    | LON    | LON     | 2e         | 43              |
| 2023-2024 | TAG Heuer Porsche Formula E Team | Spark- Porsche | Porsche 99X Electric | M     |        |          |       |       |          |         |          |         |       |          |          |        |        |        |        |         | Champion   | 198             |
| 2024-2025 | TAG Heuer Porsche Formula E Team | Spark- Porsche | Porsche 99X Electric | M     |        |          |       |       |          |         |          |         |       |          |          |        |        |        |        |         |            | 3               |